# Cartographie sémantique
Pour les articles homonymes, voir Cartographie (homonymie).
La cartographie sémantique correspond à la cartographie d’un espace informationnel basée sur sa sémantique. 
En d’autres termes, la cartographie sémantique est le recours à des représentations graphiques d’un ensemble d’informations (sous forme de cartes) pour partager et créer des connaissances. L’objectif de chaque carte est alors d’aider à facilement appréhender des ensembles d’informations complexes.
La cartographie sémantique est une activité essentielle à la gestion des connaissances, qui permet de tirer parti de toute la richesse des informations des organisations.

### Outils
- FreeMind
- Visual Understanding Environment (VUE)